# Breitau (Sontra)
Breitau ist ein Stadtteil von Sontra im nordhessischen Werra-Meißner-Kreis.

## Geographie

### Geographische Lage
Breitau befindet sich von Wald umgeben zwischen dem Ringgau im Nordosten und dem Richelsdorfer Gebirge im Süden rund 4 km (Luftlinie) östlich von Sontra. Durchflossen wird es vom Kressenbach und von der Ulfe, einem südsüdöstlichen Zufluss der Sontra. Am westlichen Ortsrand verläuft als Umgehungsstraße die B 400.

### Geologie
Hessens stärkste Quelle, die Kressenteich-Quelle, entspringt in Breitau. Sie ist eine Karstquelle des Unteren Muschelkalks, ihre Schüttung beträgt zwischen 48 und 900 l/s und im langjährigen Mittel 290 l/s.

## Geschichte

### Besiedlungsgeschichte

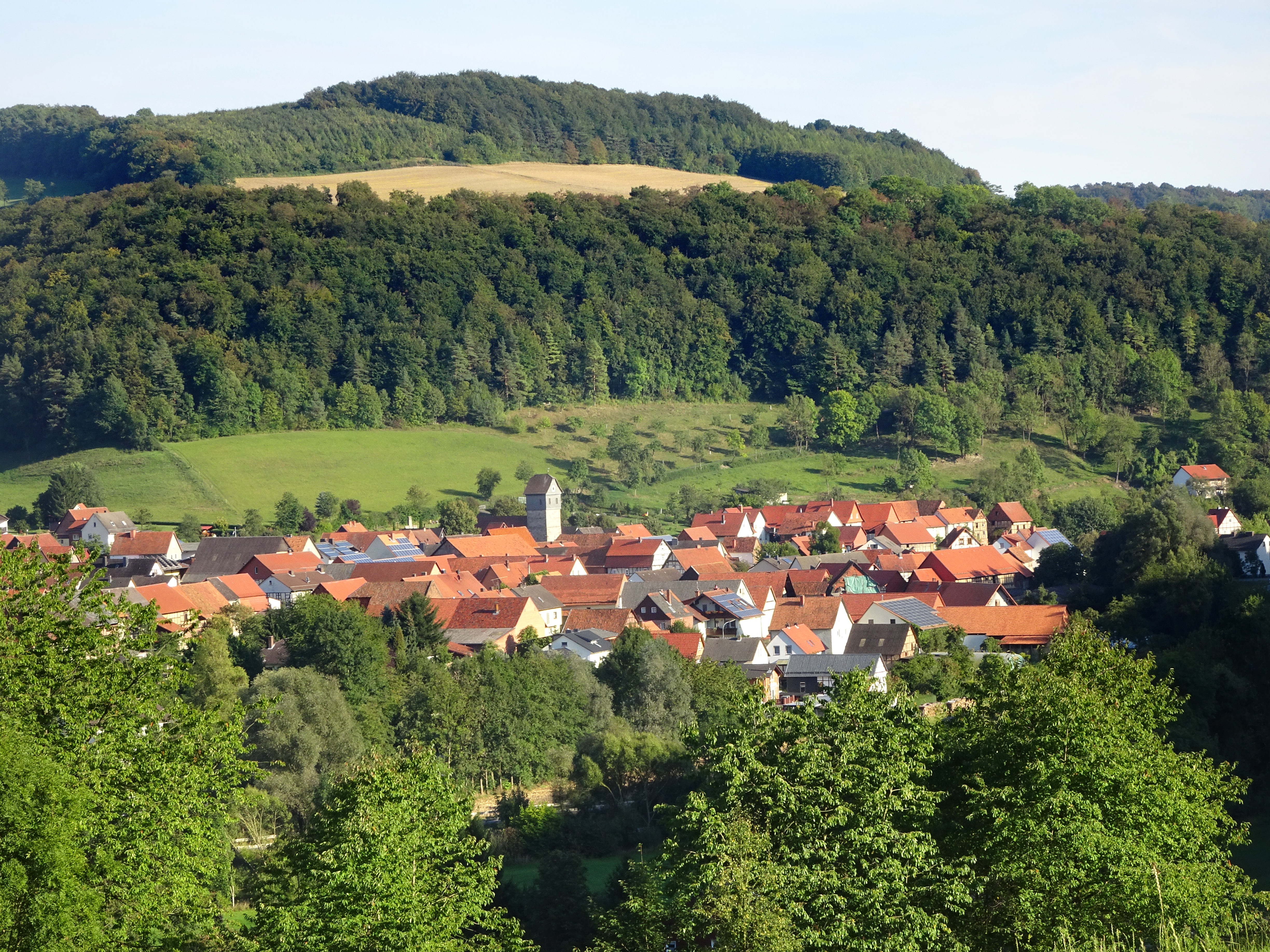
Breitau im Ulfetals. Die Berge im Hintergrund gehören zu den westlichen Ausläufern des Ringgau-Hochplateaus.

Zahlreiche, in der Gemarkung Breitaus gefundene Keramikscherben belegen, dass schon in den Jahrhunderten vor Christi Geburt Kelten im Ulfetal lebten. Das Ulfetal und der Ringgau lagen in der nordöstlichen Randzone ihres Kernlands. In den Jahren um die Zeitenwende wurden die Kelten durch die nach Süden vorrückenden Stämme der Germanen bedrängt und schließlich vertrieben. Es wird damals vermutlich wiederholt zu kriegerischen Auseinandersetzungen gekommen sein, was keltische Burganlagen in den Grenzgebieten bezeugen. Ihre Burgen hatten die Kelten, wenn möglich, auf Bergrücken errichtet, die nach den Seiten steil abfielen und der Zugang nur über einen schmalen Grat möglich war. Dieser Zugang wurde mit Wall und Graben gesichert und an den Hängen, die nicht steil genug waren, Trockenmauern erbaut. Die Form des Taubenbergs entspricht dieser Beschreibung: Das Gipfelplateau fällt nach drei Seiten mehr oder weniger steil ab, ein relativ einfacher Zugang ist nur von Nordwesten über einen schmalen Sporn möglich.
Von den Germanen, als den neuen Zuwanderern, gibt es nur wenig Zeugnisse. Es wird vermutet, dass sich aus dem Teil der Vorbevölkerung, die im Lande blieb und den Germanen der Stamm der Chatten entwickelte. Mit den Chatten tritt das nordhessische Gebiet, aus der nur durch archäologische Zeugnisse belegten Vorzeit, in die durch schriftliche Quellen erhellte Frühzeit ein. Es war der römische Historiker Tacitus, der eine Schlacht der Chatten mit den Hermunduren um einen salzhaltigen Fluss aufgezeichnet hat. Als gesichert wird angenommen, dass die Hermunduren im ersten Jahrhundert nach der Zeitenwende das Gebiet des Ulfetals besiedelten und später, so wird vermutet, im Zusammenschluss mit verschiedenen germanischen Gruppen den Stammesverband der Thüringer bildeten. Die Region war, wie Ausgrabungsergebnisse bestätigen, der westlichste Teil des Reiches der Thüringer. In dieser Zeit entstanden viele der ältesten Orte und Ortsnamen der Gegend, darunter auch Breitau.
Im Jahr 531 wurden die Thüringer den fränkischen Königen unterworfen, die erst um 700 damit begannen, das Land mit dem Bau von Burgen und Königshöfen in ihr militärisches Befestigungssystem einzubeziehen. In dieser Zeit erschienen auch die ersten Mönche des um 775 neu gegründeten Klosters Hersfeld, die im Schutze der fränkischen Herrschaft Kirchen, wie die in Breitau, errichteten und eine kirchliche Patronatsorganisation im Ulfetal und dem Ringgau installierten. In Breitau hatten im Mittelalter die Grafen von Ziegenhain das Patronat inne, das ihnen wahrscheinlich von Hersfeld verliehen wurde, da sie auch als Vögte im Dienste Hersfelds standen.
Seit 700 nahm, wie überall in Mitteleuropa, die Zahl der hier lebenden Menschen stetig zu und daraus wuchs der Zwang neues Ackerland zu erschließen. Große Waldgebiete wurden gerodet und neue Siedlungen gegründet. In den Urkunden finden sich über den mittelalterlichen Landesausbau nur spärliche Hinweise. Als Zeugnisse für die fortschreitenden Veränderungen in dieser Zeit gelten einige Breitauer Flurnamen, die auf -rod enden: Beyerod, Hennerod und Bubenrod. Sie liegen alle am Rand der heutigen Gemarkung, in höherem Gelände.
In der Ära steigender Bevölkerungszahlen wurden im gesamten Reich zahlreiche Höhenburgen erbaut. In der Region errichteten die Grafen von Northeim kurz vor der Jahrtausendwende im Auftrag des deutschen Königs die Boyneburg, als Zentrum und Stützpunkt des königlichen Besitzes im Ringgau und Ulfetal. Für die bäuerlichen Bewohner Breitaus wurde die, etwas mehr als eine Wegestunde entfernte Boyneburg zu einer Jahrhunderte dauernden Belastung, denn die ritterliche Besatzung musste mit allen lebensnotwendigen Dingen versorgt werden.

### Wüstungen
Nordwestlich Breitaus liegt die Wüstung Eckhardshausen in der Gemarkung Breitaus. Nur wenige Hundert Meter nordöstlich davon ebenfalls auf Breitauer Gemarkung liegt eine weitere Wüstung am Oberlauf des Gangstales, die ehemalige Siedlung Gangesthal.

### Ortsgeschichte
Soweit bekannt wurde das Dorf am 22. Februar 1260 in einer Urkunde des Klosters Cornberg als Breitowe erstmals urkundlich erwähnt. Unter den damaligen Zeugen war auch ein Ritter Wigand von Breitau, womit auch Ortsadel in Breitau belegt ist.
1423 war Breitau hessisches Lehen derer von Hundelshausen. Kirchenrechtlich war Breitau in diesen Zeiten dem Archidiakonat Dorla in Thüringen zugehörig. 1333 besaßen die Grafen von Ziegenhain das Kirchenpatronatsrecht, später die von Trott zu Solz und von Verschuer.
Protestantisch wurde Breitau unter dem ersten evangelischen Pfarrer Balthasar Riemer, der von ca. 1544 bis nach 1556 hier tätig war; möglicherweise aber schon unter seinem Vorgänger Johannes Auckenheim, Pfarrer vor 1522 bis 1541.
1585 wurden in Breitau 57 Haushaltungen ermittelt, 1747 nur noch 51 Haushaltungen. 1885 waren dann 459 Personen urkundlich, davon 458 evangelischen und einer jüdischen Glaubens. Danach stagnierte die Einwohnerzahl. 1961 waren es nur 465, davon 434 evangelisch und 29 katholisch. 1967 wurden nur 447 und 1987 nur noch 394 Einwohner registriert.
Schon seit dem 14. Jahrhundert gehörte Breitau zu Hessen, was durch das Königreich Westphalen, während der napoleonischen Zeit, und durch das Königreich Preußen nach dem Deutschen Krieg 1866 unterbrochen wurde.
Hessische Gebietsreform (1970–1977)
Die bis dahin selbständige Gemeinde Breitau wurde zum 31. Dezember 1971 im Zuge der Gebietsreform in Hessen auf freiwilliger Basis als Stadtteil nach Sontra eingegliedert. Für Breitau, wie für alle bei der Gebietsreform nach Sontra eingegliederten Gemeinden, wurde ein Ortsbezirk mit Ortsbeirat und Ortsvorsteher nach der Hessischen Gemeindeordnung gebildet. Mit Sontra kam der Ort 1972 zum Landkreis Eschwege und 1974 in den neugebildeten Werra-Meißner-Kreis.

### Verwaltungsgeschichte im Überblick
Die folgende Liste zeigt die Staaten und Verwaltungseinheiten, denen Breitau angehört(e):
- vor 1567: Heiliges Römisches Reich, Landgrafschaft Hessen, Niederhessen, Amt Sontra
- ab 1567: Heiliges Römisches Reich (bis 1806), Landgrafschaft Hessen-Kassel, Niederhessen, Amt Sontra
  - 1627–1834: Landgrafschaft Hessen-Rotenburg (sogenannte Rotenburger Quart), teilsouveränes Fürstentum unter reichsrechtlicher Oberhoheit der Landgrafschaft Hessen-Kassel bzw. des Kurfürstentums Hessen
- ab 1806: Landgrafschaft Hessen-Kassel, Rotenburger Quart, Amt Sontra
- 1807–1813: Königreich Westphalen, Departement der Werra, Distrikt Eschwege, Kanton Sontra
- ab 1815: Kurfürstentum Hessen, Rotenburger Quart, Amt Sontra[9]
- ab 1821/22: Kurfürstentum Hessen, Provinz Niederhessen, Kreis Rotenburg[10][Anm. 2]
- ab 1848: Kurfürstentum Hessen, Bezirk Hersfeld
- ab 1851: Kurfürstentum Hessen, Provinz Niederhessen, Kreis Rotenburg
- ab 1867: Königreich Preußen, Provinz Hessen-Nassau, Regierungsbezirk Kassel, Kreis Rotenburg
- ab 1871: Deutsches Reich,  Königreich Preußen, Provinz Hessen-Nassau, Regierungsbezirk Kassel, Kreis Rotenburg
- ab 1918: Deutsches Reich, Freistaat Preußen, Provinz Hessen-Nassau, Regierungsbezirk Kassel, Kreis Rotenburg
- ab 1944: Deutsches Reich, Freistaat Preußen, Provinz Kurhessen, Landkreis Rotenburg
- ab 1945: Amerikanische Besatzungszone, Groß-Hessen, Regierungsbezirk Kassel, Landkreis Rotenburg
- ab 1946: Amerikanische Besatzungszone, Hessen, Regierungsbezirk Kassel, Landkreis Rotenburg
- ab 1949: Bundesrepublik Deutschland, Hessen, Regierungsbezirk Kassel, Landkreis Rotenburg
- ab 1972: Bundesrepublik Deutschland, Hessen, Regierungsbezirk Kassel, Landkreis Eschwege, Stadt Sontra[Anm. 3]
- ab 1974: Bundesrepublik Deutschland, Hessen, Regierungsbezirk Kassel, Werra-Meißner-Kreis, Stadt Sontra

## Bevölkerung

### Einwohnerstruktur 2011
Nach den Erhebungen des Zensus 2011 lebten am Stichtag dem 9. Mai 2011 in Breitau 342 Einwohner. Darunter waren keine Ausländer.
Nach dem Lebensalter waren 51 Einwohner unter 18 Jahren, 114 zwischen 18 und 49, 90 zwischen 50 und 64 und 87 Einwohner waren älter. Die Einwohner lebten in 150 Haushalten. Davon waren 45 Singlehaushalte, 48 Paare ohne Kinder und 45 Paare mit Kindern, sowie 9 Alleinerziehende und keine Wohngemeinschaften. In 39 Haushalten lebten ausschließlich Senioren und in 87 Haushaltungen lebten keine Senioren.

### Einwohnerentwicklung
| • 1585: | 57 Haushaltungen |
| • 1747: | 51 Haushaltungen |

| Breitau: Einwohnerzahlen von 1834 bis 2020 | Breitau: Einwohnerzahlen von 1834 bis 2020 | Breitau: Einwohnerzahlen von 1834 bis 2020 | Breitau: Einwohnerzahlen von 1834 bis 2020 | Breitau: Einwohnerzahlen von 1834 bis 2020 |
| --- | ------------------------------------------ | ------------------------------------------ | ------------------------------------------ | ------------------------------------------ |
| Jahr |                                            |                                            |                                            | Einwohner                                  |
| 1834 | 1834                                       |                                            | 443                                        | 443                                        |
| 1840 | 1840                                       |                                            | 441                                        | 441                                        |
| 1846 | 1846                                       |                                            | 430                                        | 430                                        |
| 1852 | 1852                                       |                                            | 455                                        | 455                                        |
| 1858 | 1858                                       |                                            | 454                                        | 454                                        |
| 1864 | 1864                                       |                                            | 485                                        | 485                                        |
| 1871 | 1871                                       |                                            | 460                                        | 460                                        |
| 1875 | 1875                                       |                                            | 457                                        | 457                                        |
| 1885 | 1885                                       |                                            | 459                                        | 459                                        |
| 1895 | 1895                                       |                                            | 437                                        | 437                                        |
| 1905 | 1905                                       |                                            | 428                                        | 428                                        |
| 1910 | 1910                                       |                                            | 484                                        | 484                                        |
| 1925 | 1925                                       |                                            | 489                                        | 489                                        |
| 1939 | 1939                                       |                                            | 422                                        | 422                                        |
| 1946 | 1946                                       |                                            | 570                                        | 570                                        |
| 1950 | 1950                                       |                                            | 560                                        | 560                                        |
| 1956 | 1956                                       |                                            | 514                                        | 514                                        |
| 1961 | 1961                                       |                                            | 465                                        | 465                                        |
| 1967 | 1967                                       |                                            | 447                                        | 447                                        |
| 1970 | 1970                                       |                                            | 394                                        | 394                                        |
| 1980 | 1980                                       |                                            | ?                                          | ?                                          |
| 1987 | 1987                                       |                                            | 394                                        | 394                                        |
| 2000 | 2000                                       |                                            | ?                                          | ?                                          |
| 2011 | 2011                                       |                                            | 342                                        | 342                                        |
| 2015 | 2015                                       |                                            | 343                                        | 343                                        |
| 2020 | 2020                                       |                                            | 309                                        | 309                                        |
| Datenquelle: Historisches Gemeindeverzeichnis für Hessen: Die Bevölkerung der Gemeinden 1834 bis 1967. Wiesbaden: Hessisches Statistisches Landesamt, 1968. Weitere Quellen: ; Stadt Sontra:; Zensus 2011 |                                            |                                            |                                            |                                            |

### Historische Religionszugehörigkeit
| • 1885: | 485 evangelische (= 99,78 %), ein jüdischer (= 0,22 %) Einwohner  |
| • 1961: | 434 evangelische (= 93,33 %), 29 katholische (= 6,24 %) Einwohner |

## Kultur und Sehenswürdigkeiten

### Kirche
Die evangelische Pfarrkirche erhebt sich weit sichtbar an exponierter Stelle am nordöstlichen Ortsrand. Der Kirchturm aus massiven Mauerwerk wurde im 13. Jahrhundert errichtet, das ursprünglich dazugehörige Langhaus wurde durch ein Feuer im Jahr 1668 vernichtet. Das heutige Kirchenschiff in Backsteinmauerwerk stammt aus dem Jahr 1893. In diesem Jahr und 1981 wurde sie renoviert. Die Tischplatte des Altars stammt von 1676. Die Kanzel mit Ornamenten der Spät-Renaissance ist auf 1654 datiert. Bemerkenswert sind die abwechselungsreich gestalteten Grabsteine des 18. und 19. Jahrhunderts bei der Kirche.
Die ursprüngliche Bebauung in der Umgebung der Kirche wird vom Denkmalschutz als Gesamtanlage als schützenswert erachtet.

### Steinkreuz

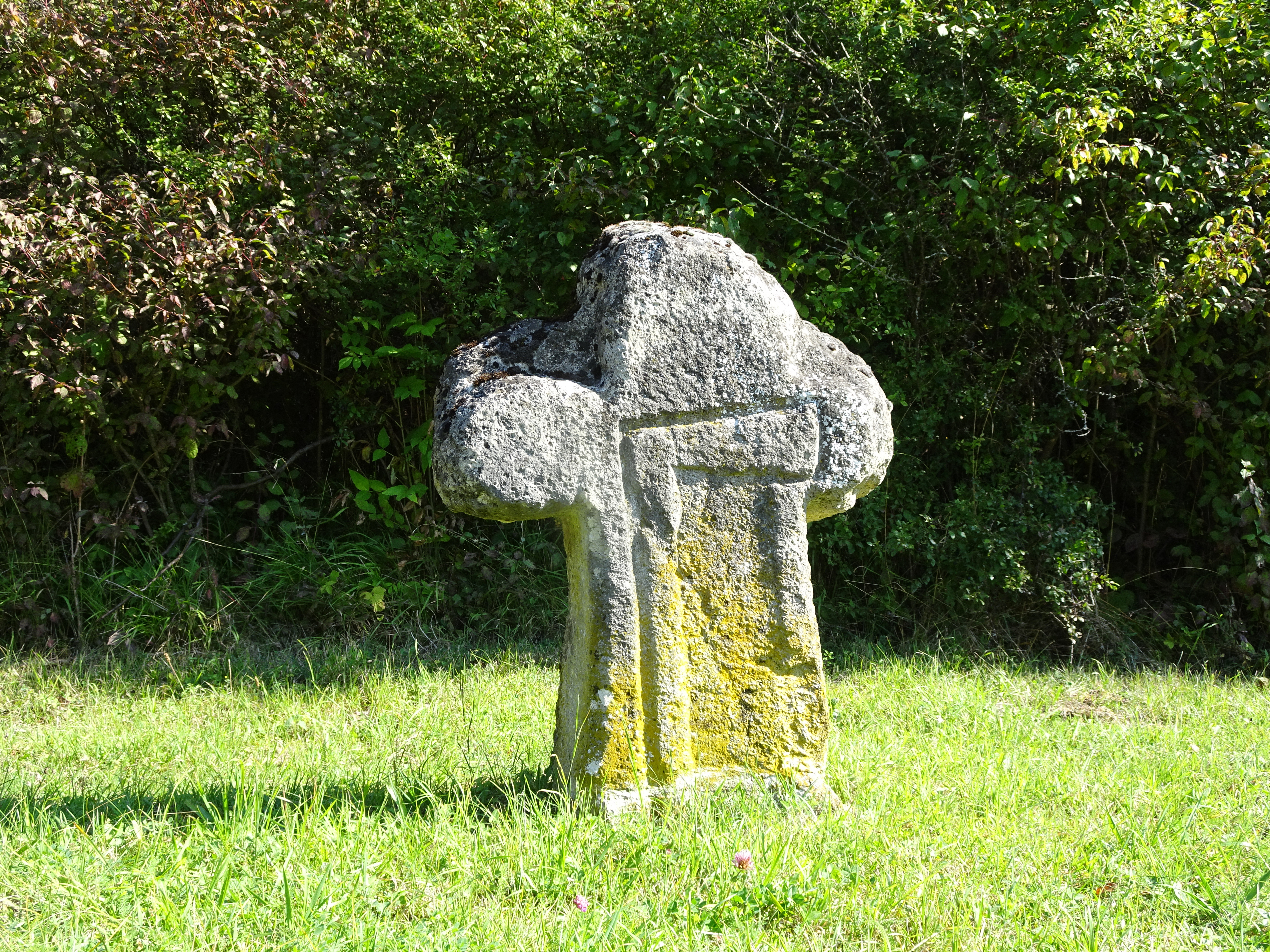
Breitauer Steinkreuz

Das rund einen Meter hohe Gedenkkreuz aus Kalkstein zeigt den eingerillten Umriss einer Holzfälleraxt. Das Steinkreuz wurde einige Mal umgesetzt, heute ist der Standort etwas außerhalb der Ortslage, an dem Radweg, der entlang der B 400 nach Ulfen führt. Der Denkmalschutz hat das Steinkreuz als schützenswertes Flurdenkmal eingestuft.

### Burganlage

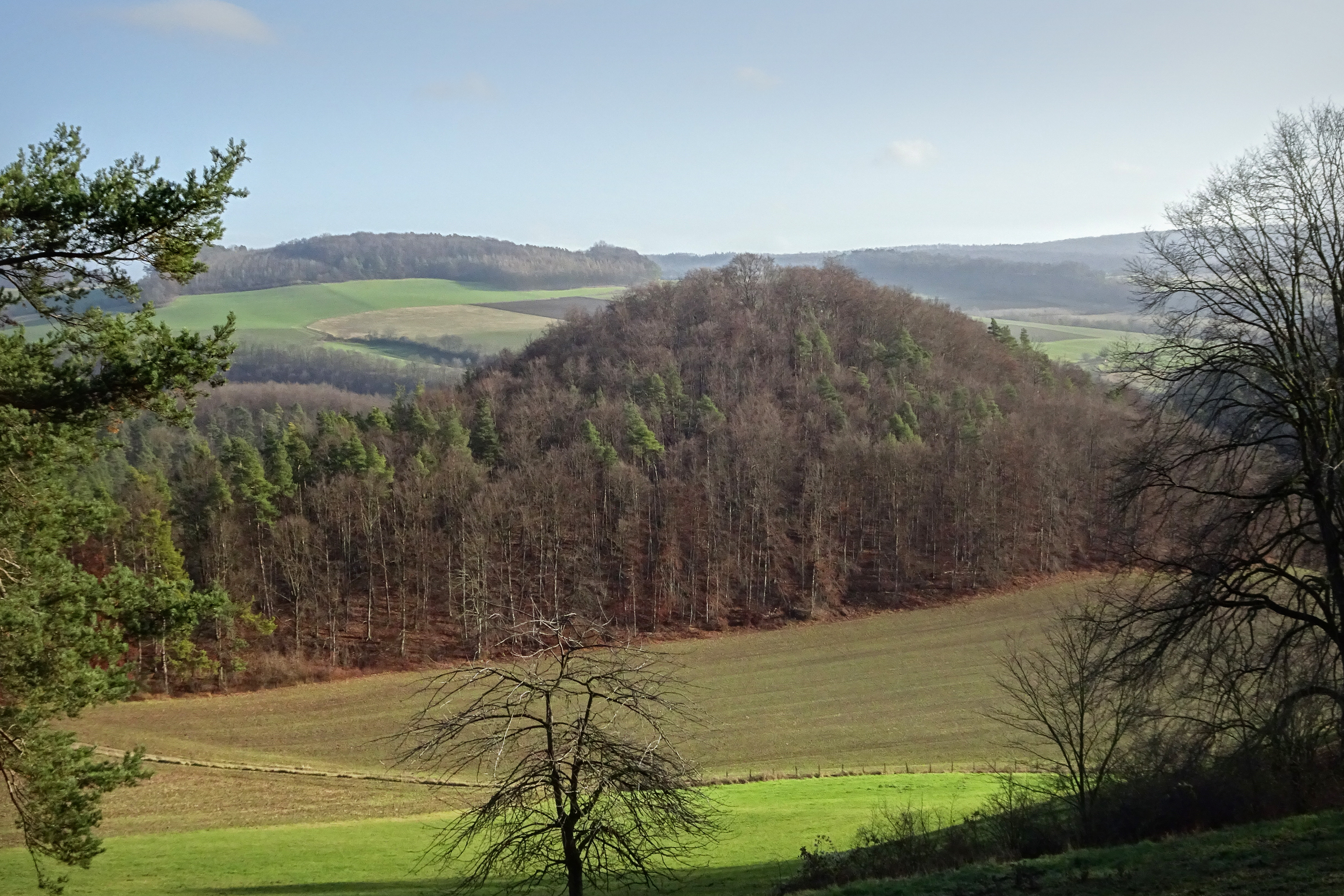
Der Taubenberg ca. 700 m südwestlich auf Breitauer Gemarkung mit dem Burgstall der Burg Taubenberg

Südwestlich des Ortes auf dem Taubenberg befand sich eine langgestreckte, rechteckige mittelalterliche eigentlich namenlose Burganlage, Burg Taubenberg genannt, von der nur noch der verflachte Wallgräben erhalten sind und deren Reste erst seit den 1980er Jahren bekannt sind. Es sind keine urkundlichen Nachweise über Erbauer und Alter der Burg bekannt.

### Naturschutzgebiet
Das zweigeteilte Naturschutz- und FFH-Gebiet Boyneburg und Schickeberg bei Breitau liegt östlich von Breitau.

## Infrastruktur
Breitau hat ein eigenes Dorfgemeinschaftshaus mit einem Raum für Jugendfreizeit.